# 下敷領悠太
下敷領 悠太（しもしきりょう ゆうた、1983年5月4日 - ）は、大阪府大阪市東成区出身の元プロ野球選手（投手）。右投右打。

## 経歴
上宮高校では国木剛太に次ぐ2番手投手（3番手は金村大裕）。3年夏に大阪桐蔭に敗れてベスト8止まりとなり、甲子園出場は叶わなかった。
法政大学に進学し、2年春から頭角を現す。3年次は伸び悩んだが、4年春は防御率2.60とまずまずの成績を残した。4年秋は6勝0敗・防御率1.42と自己最高の成績を残してチームの優勝に貢献。初のベストナイン、ファン投票によるMVPを獲得した。リーグ通算42試合に登板、13勝10敗、防御率2.33。
大学卒業後は日本生命に入社。1年目から先発に定着、日本選手権ではチームを準優勝に導いて敢闘賞を獲得した。都市対抗野球には2年連続で出場し2年目は1回戦に先発で勝利投手。下敷領が登板の際には、上宮高時代の先輩である佐久間健一とバッテリーを組むことが多かった。
2007年11月19日に行われた大学・社会人ドラフト会議で千葉ロッテマリーンズに5巡目指名され12月11日に契約を交わした。
2007年12月17日に行われた新入団選手発表会では、アンダースロー投手の先輩となる渡辺俊介に勝っているところと負けていることを聞かれて「負けているところはリリースポイントの低さです。渡辺さんのほうがリリースポイントが低いんで…」と言った後、「勝っているところは…顔？」と言った。
ユニフォームの背ネーム「SHIMOSHIKIRYO」の13文字は日本プロ野球としては最長。「『SHIMOSHIKIRYOH』と14文字にすればアメリカの記録に並ぶ」と記者に教えられたものの本人は「球団にお願いする余裕も勇気もなかった」という。
一軍登板ゼロのまま、3年目シーズン終了後の2010年10月2日に翌年の契約をしない旨とあわせて、スカウト（近畿地区担当）として球団に在籍することを同時に発表された。10月8日、任意引退選手公示。
スカウトとして中後悠平、益田直也、松永昂大などを担当したほか、2017年の履正社高校・安田尚憲、2018年の大阪桐蔭高校・藤原恭大を担当し獲得に成功した。
2020年をもってマリーンズのスカウトを外れる事が発表された。2022年現在球団を離れ江戸川区内の社会福祉施設の職員として勤務。

## 詳細情報

### 年度別投手成績
一軍公式戦出場なし

### 背番号
- 24 （2008年 - 2010年）